# Hydroptila ngaythibaya
Hydroptila ngaythibaya är en nattsländeart som beskrevs av Olah 1989. Hydroptila ngaythibaya ingår i släktet Hydroptila och familjen smånattsländor. Inga underarter finns listade i Catalogue of Life.